# جوزف کارتر ابوت
جوزف کارتر ابوت (به انگلیسی: Joseph Carter Abbott) سناتور سابق عضو حزب جمهوری‌خواه ایالات متحده آمریکا بود. وی در سال ۱۸۶۸ تا ۱۸۷۲ میلادی سناتور ایالت کارولینای شمالی در سنای ایالات متحده آمریکا بود.